# Myrianida prolifera
Myrianida prolifera är en ringmaskart som först beskrevs av Otto Friedrich Müller 1788.  Myrianida prolifera ingår i släktet Myrianida och familjen Syllidae. Arten är reproducerande i Sverige. Inga underarter finns listade i Catalogue of Life.